# 山座円次郎

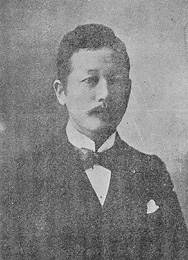
山座円次郎

山座 円次郎（やまざ えんじろう、旧字体：山座 圓次󠄁郞、慶応2年10月26日（1866年12月2日） - 大正3年（1914年）5月28日）は、明治・大正期の日本の外交官。外務省政務局長、駐中国特命全権公使。玄洋社社員。位階および勲等は正三位・勲一等。

## 来歴・人物
福岡藩の足軽・山座省吾の二男として、福岡に生まれる。藤雲館（藩校・修猷館から明治期修猷館再興までの間、一時期福岡藩の藩校として設立。福岡県立修猷館高等学校の前身）に学ぶ。その後、福岡に帰省していた小野隆助の実家に押しかけて東京遊学を懇願し認められ、上京して小野の紹介により天文学者・寺尾寿の書生として寺尾家に住み込み、共立学校（開成中学校・高等学校の前身）、明治22年（1889年）第一高等中学校（第一高等学校の前身）英法科を経て、明治25年（1892年）7月東京帝国大学法科大学法律学科（英法）を首席で卒業する。なお、第一高等中学校の同期には、夏目漱石・正岡子規・南方熊楠・秋山真之らがおり、特に熊楠とはその後も親しかったらしく、熊楠の随筆にも酒を酌み交わした記録が残されている。また、日露戦争における最大の激戦とされる奉天会戦の「干洪屯三軒屋附近の激戦」において全滅した歩兵第33連隊の連隊長吉岡友愛は、山座の少年時代からの親友であり、山座の妹いくと結婚し義弟であった。
東大卒業後、外務省に入省。修猷館の先輩である栗野慎一郎の知遇も得て、釜山総領事館在勤、仁川領事館在勤、明治28年（1895年）11月イギリス公使館三等書記官、明治30年（1897年）11月同二等書記官、明治32年（1899年）12月京城領事兼公使館一等書記官、明治33年（1900年）7月同専任公使館一等書記官を経て、明治34年（1901年）12月、外務大臣小村寿太郎により、わずか36歳にして政務局長に抜擢される。そのころ、そのあまりの有能さ故に、「山座の前に山座なく、山座の後に山座なし」といわれたほどであった。その後、小村外相のもとで、日英同盟締結、日露交渉、日露戦争開戦外交に関わり、日露戦争宣戦布告文を起草、明治38年（1905年）8月日露ポーツマス講和会議に随員として出席するなど、小村外交の中心的役割を担った。小村が最も信頼する外交官であったとされる。明治41年（1908年）6月駐英国大使館参事官となる。
大正2年（1913年）6月、駐中国特命全権公使となり、辛亥革命後の中国に赴く。旧知の孫文の活動を支持しており、孫文が第二革命を決起した際には、「中華民国最高顧問」として旧友中村天風が孫文を支援に行くきっかけを作った。しかし第二革命は頓挫し、山座は大正3年（1914年）5月北京で客死した。孫文を支持する山座を快く思わない袁世凱による暗殺という説もある。墓は、青山霊園内の、ポーツマス講和会議において辛苦を共にした、小村寿太郎とヘンリー・デニソンの墓の近くに建てられた。

## 親族
妻の賤香（1946年12月19日没）は神鞭知常の長女。媒酌人は平岡浩太郎夫妻。子は技師の道雄。兄は竜太郎、その子(甥)は竜介といった。

## 栄典
位階
- 1905年（明治38年）1月31日 - 正五位[8]

勲章等
- 1898年（明治31年）7月12日 - 勲五等瑞宝章[9]
- 1902年（明治35年）3月5日 - 勲四等旭日小綬章[10]
- 1906年（明治39年）4月1日 - 勲二等旭日重光章[11]・明治三十七八年従軍記章[12]。
- 1911年（明治44年）8月24日 - 勲一等旭日大綬章[13]

## エピソード
- 山座が外務省政務局長であったとき、枢密院議長であった伊藤博文は、山座の起草した全ての外交文書に目を通していたが、山座の書く文書は完璧なもので、全く修正の必要は無かったものの、伊藤のプライドゆえに、必ず一箇所は修正を入れて返して来たため、却って改悪になることがたびたびあった。そこで一計を案じた山座は、伊藤に提出する外交文書には、伊藤であれば必ず修正するであろう部分を一箇所だけ故意に作っておき、伊藤がそこに修正を入れることによって初めて完璧なものが出来上がるようにしていたという。
- 積極的な日露開戦論者であったが、「伊藤（博文）公が日露協商論者だからなかなか開戦に持ち込めない。いっそ公を暗殺して開戦に持ち込んでしまおう」と酒の席で同郷の金子堅太郎に話したが、このことを金子から知らされた伊藤は山座を呼びつけて、「暗殺するならやってみろ！！」と𠮟りつけた。その時は山座も引きさがり謝罪したが、それ以来しこりが残り、伊藤博文とは不仲となる。
- 上記の経緯から、山座は伊藤の対外政策にことごとく異を唱え、（日露）戦後の韓国併合についても伊藤の穏健政策とは違って強硬策を支持した。伊藤のハルビン出張については「俺は随従でないから暗殺される心配は無い」と周囲に漏らしていた。
- 福岡藩士を中心に形成された玄洋社に同郷の士として一員になっており、当時中国を支援していたこの組織を通して孫文とも知己を得、中国事情に精通するきっかけとなった。
- 修猷館の後輩である後の首相広田弘毅を、外務省に導いた人物としても知られる。山座は頭山満から紹介された広田に一高の学生時代から目をかけ、東大在学中には外交関連の小冊子を発行するように依頼しており、広田が東大2年であった明治36年（1903年）には、将来の日露戦争を見越して、学生旅行と偽っての遼東半島の偵察を命じ、旅順要塞などに関する詳細な報告書を提出させている。後に外務省に入省した広田は吉田茂・太田為吉とともに「山座門下の三羽烏」と称された[14]。
- 日本海軍の猛将として知られた上村彦之丞を殴り倒すという武勇伝がある。